# دکستر داردن
دکستر داردن (انگلیسی: Dexter Darden؛ زادهٔ ۲۴ ژوئن ۱۹۹۱) هنرپیشه اهل ایالات متحده آمریکا است. وی از سال ۲۰۰۶ میلادی تاکنون مشغول فعالیت بوده‌است.
از فیلم‌ها یا برنامه‌های تلویزیونی که وی در آن نقش داشته‌است می‌توان به کادیلاک رکوردز، دونده مارپیچ، دونده مارپیچ: مشقت‌های اسکرچ، بوردن و دونده مارپیچ: علاج مرگ اشاره کرد.